# 承瑞
承瑞（1667年11月5日—1670年7月10日），清朝康熙帝的儿子（实际上的长子，但因早殇未序齿。）。生于康熙六年（1667年）九月二十，生母是荣妃马佳氏。承瑞是胤祉的亲生哥哥，只活了2岁，康熙九年（1670年）五月廿四病死。